# Bosilegrad
Bosilegrad (in serbo Босилеград?, Bosiljgrad; in bulgaro Босилеград?, Bosilegrad) è una città e una municipalità del distretto di Pčinja nella parte meridionale della Serbia centrale, al confine con la Macedonia del Nord e la Bulgaria.

## Storia
Al termine della prima guerra mondiale, con la firma del trattato di Neuilly, Bosilegrad venne ceduta dal Regno di Bulgaria al neonato Regno dei Serbi, Croati e Sloveni. Nel corso della seconda guerra mondiale, tra il 1941 ed il 1944, venne occupata dall'esercito bulgaro.

## Società

### Evoluzione demografica
Secondo il censimento serbo del 2011, nell'intero territorio della municipalità di Bosilegrad abitavano 9 931 persone, mentre nel capoluogo 2 702 .

### Etnie e minoranze straniere
La maggioranza della popolazione della municipalità di Bosilegrad, circa il 70%, è composta da Bulgari. Sono presenti sul territorio due consistenti minoranze: quella serba e quella rom.